# Bergbau in Münster
Der Bergbau in Münster fokussierte sich auf die Förderung von Strontianit in der zweiten Hälfte des 19. Jahrhunderts.
In Nienberge wurde 1834 das erste Strontianit im Münsterland gefunden und von Justus von Liebig in Berlin untersucht. In der zweiten Hälfte des Jahrhunderts fand Strontianit Anwendung bei der Gewinnung von Restzucker aus der Melasse.
Von insgesamt später 600 Strontianit-Bergwerken im Münsterland entstanden die beiden Strontianit-Bergwerke „Bertha 1“ und davon südlich gelegen „Bertha 2“. Für beide, betrieben von zwei Unternehmern aus Köln, wurde 1881 vom Amt Roxel eine „Bergbauakte“ ausgestellt. Der Boom endete 1893, als Strontianit durch das billigere Coelestin aus Vorkommen in England und Sizilien ersetzt wurde. Die Bergwerke in Münster wurden 1893/1894 stillgelegt. Die Abraumhalde an der Ecke Ramertsweg/Mergelberg wird heute „Mergelberg“ genannt (▼).
Nach Ergebnissen der Untersuchungen des Instituts für Geophysik der Uni Münster erstrecken sich die bis zu 390 Meter langen Gänge unter dem Acker bei der Tagungsstätte Haus Mariengrund als auch unter Neubaugebieten von Gievenbeck. „Bertha 1“ wurde verfüllt, das südlicher gelegene Bergwerk „Bertha 2“ unter dem Siedlungsgebiet jedoch nicht.